# Homonim
Homonimi (grč. homo = jednak, onoma = ime) ili istoglasnice leksemi su jednakog izraza, a različitog značenja. Dva leksema koji stoje u homonimiji nazivamo homonimskim parom. Homonimi su također i paronimi.

## Nastanak homonima
Oblični ili morfološki homonimi nastali su sklonidbom (deklinacijom) te su tako dobili iste morfeme.
- Baka ima pet ùnūkā.

(unuka = G mn. imenice unuk i G mn. imenice unuka, naglasci su jednaki u obje množine)
Leksički homonimi nisu morfološki uvjetovani i ostvaruju se u njihovim osnovnim oblicima (u nominativu jednine ili u infinitivu) te djelomično i u ostalim oblicima.
Leksički homonimi mogu nastati posuđivanjem (izraz se izjednači s izrazom nekog drugog leksema u hrvatskome jeziku), tvorbom riječi (tvorbeni homonimi), glasovnim promjenama u prošlosti i postupnim udaljavanjem značenja nekog višeznačnog leksema.

## Homografi
Homografi (istopisnice) homonimi su koji se razlikuju po svojim prozodijskim značajkama, odnosno naglascima. Njihov leksičko-semantički odnos nazivamo homografijom (istopisnošću).
- Duga je bila duga. (dúga, dugačka)
- Ja sam sam. (bez ikoga - sâm, nenaglašeni prezent pomoćnog glagola biti)
- Pojeo sam luk prije nego što sam odapeo luk. (povrće, jednostavno oružje)
- Mali pas ga je u igri uhvatio zubićima za pas i nije ga puštao. (pas kao domaća životinja i pas kao predmet) No ne zna odigrati dvostruki pas. (dodavanje)
- Samo smo mislili da dijete ne bude samo, samo, netko nam je mogao pomoći.
- Gore gore gore gore. (Gore brda jače plamte)

## Homofoni
Homofoni (istozvučnice) homonimi su koji se različito pišu, a jednako izgovaraju. Njihov leksičko-semantički odnos nazivamo homofonijom.
U jezicima koji imaju gotovo fonološki pravopis, homofoni su vrlo rijetki. No u jezicima poput engleskog, oni su vrlo česti:
- knight - night [nait]
- plane - plain [plein]
- piece - peace [pi:s]
- male - mail [meil]
- site - sight [sait]

Kod nas se homofoni mogu jedino ostvariti različitim pisanjem zbog poštovanja pravopisnih pravila o pisanju vlastitih imena:
- Volio sam i Višnju i višnju.
- Vidio sam Dunju kako jede dunju.
- Preselio sam se u Rijeku jer nisam volio našu rijeku i grad.

## Leksički homonimi
- Leksički homonimi mogu nastati posuđivanjem kada se neki izraz nakon prilagodbe hrvatskome jeziku izjednači s već postojećim leksemom istog izraza u našem jeziku. U tom slučaju leksem postaje višeznačnica.

bor - vrsta četinjače, kemijski element
Ponekad su i oba hominima posuđenice:
bar - jedinica za mjerenje tlaka, vrsta lokala
- Homonimi se mogu dobiti tvorbom riječi. Takvi tvorbeni homonimi često nastanu nakon glasovnih promjena za vrijeme rječotvorja:

kartaški = koji se odnosi na Kartagu, koji se odnosi na kartanje
istupiti = koraknuti izvan ili udaljiti se, učiniti nekoga tupim
- Homonimi mogu biti rezultat glasovnih promjena u prošlosti hrvatskoga jezika:

biti = postojati, udarati
zreti = dozrijevati, gledati
- Međusobnim udaljavanjem značenja, hominimi se u svijesti mogu toliko udaljiti tako da postaju međusobno dva neovisna značenja, bez obzira na jednakost izraza:

list = list papira, vegetativni organ bilja, riba, dio noga|noge, novine

## Vanjske poveznice
- (engl.) Popis engleskih homofona  Arhivirana inačica izvorne stranice od 5. listopada 2006. (Wayback Machine)